# Kōhaku Uta Gassen 2023
Der Kōhaku Uta Gassen 2023 (Originaltitel: 第74回NHK紅白歌合戦 Dai Nanajūyon Kai NHK Kōhaku Uta Gassen) war die 74. Austragung des japanischen Musikwettbewerbs Kōhaku Uta Gassen.
Der Musikwettstreit wurde am 31. Dezember 2023 in der NHK Hall in Shibuya ausgetragen und auf den Fernsehsendern NHK General TV, NHK World Premium und TV Japan gezeigt.
Beim Kōhaku Uta Gassen treten die Künstler, die innerhalb eines Kalenderjahres am erfolgreichsten auf dem japanischen Musikmarkt abgeschnitten haben, gegeneinander an. Dabei werden die Teilnehmer in zwei gleichgroße Teams aufgeteilt. Der Gewinner wird aus einer Kombination bestehend aus einer Jury-, Publikums- und Fernsehabstimmung ermittelt, wobei kein individueller Künstler, sondern das gesamte Team gewinnt.
Die 74. Austragung des Musikwettbewerbs wurde vom roten Team gewonnen, welches zum insgesamt 34. mal den Titel gewinnen konnte.

## Nominierungsprozess
Die Teilnehmer am Musikwettbewerb werden aufgrund ihres Erfolges auf dem japanischen Musikmarkt innerhalb eines Kalenderjahres ermittelt. Dabei werden folgende Parameter herangezogen:
- Physische Verkäufe (CDs, DVDs, Blu-ray-Discs)
- Digitale Verkäufe, Musikstreaming, Abrufzahlen von Musikvideos und Erwähnungen in Social Media
- Erfolg von Konzerten und Tourneen
- Umfragen des Senders NHK (vor Ort, Online)

Die Teilnehmer werden in zwei Teams aufgeteilt und eine Reihenfolge ausgelost, in der die teilnehmenden Musiker und Musikgruppen auftreten. Eine Jury-, eine Studio- und eine Fernsehabstimmung entscheiden über die siegreiche Mannschaft.

## Hintergrund

### Allgemein
Am 27. September 2023 wurden die Ausstrahlungszeiten für die Austragung des Wettbewerbs am 31. Dezember bekanntgegeben. Die Sendung startet um 19:20 Uhr (JST) und soll um 23:45 Uhr (JST) enden. Daneben soll es eine fünfminütige Unterbrechung für die Nachrichten geben. Am 6. Oktober wurden mit Hiroiki Ariyoshi, Kanna Hashimoto, Minami Hamabe und Kōzō Takase die Moderatoren des Abends vorgestellt.
Am 13. November 2023 gab der Sender NHK die Teilnehmer für die 74. Austragung bekannt. Insgesamt traten 44 Künstler an. Dreizehn Musiker bzw. Musikgruppen nahmen erstmals am Kōhaku Uta Gassen teil, darunter Man with a Mission, Ado, Atarashii Gakko!, Stray Kids, Seventeen und Tatsuya Kitani. Erstmals seit 44 Jahren war kein Künstler der Talentagentur Smile-Up (bis Oktober 2023 Johnny & Associates) im Teilnehmerfeld vertreten. Künstler der Agentur wurden im Zuge eines Missbrauchsskandals um den 2019 verstorbenen Firmengründer Johnny Kitagawa von einer Teilnahme am Wettbewerb ausgeschlossen. Bereits am 27. September 2023 hatte Nobuo Inaba, Präsident des Fernsehsenders, in einer Pressekonferenz angekündigt, keinem Künstler von Johnny & Associates eine Plattform bieten zu wollen, bis das Unternehmen die Missbrauchsopfer entschädigt und einschlägige Reformen zur Verhinderung zukünftiger Skandale umgesetzt hat.
Am 4. Dezember 2023 gab die Rockband Official HiGE DANdism vorab bekannt, dass sie das Lied Chessboard im Wettbewerb singen werde und dabei von Mittelschülern unterstützend begleitet werden sollen. Bewerbungsvideos konnten zwischen dem 4. und 18. Dezember 2023 auf der Webpräsenz des Gesangswettbewerbes eingereicht werden. Die Gastjuroren wurden am 20. Dezember offiziell vorgestellt. Zwei Tage darauf wurde schließlich die Liste der Liedbeiträge für den Wettbewerb veröffentlicht. Die Auslosung der Reihenfolge, in welcher die Teilnehmer ihre Beiträge präsentieren, wurde am 26. Dezember durchgeführt. Am 31. Dezember 2023 wurde bekanntgegeben, dass mehrere Sänger des Wettbewerbs sowie die Tanzgruppen Real Akiba Boyz und Avantgardey sich während der Performance des Liedes Idol von Yoasobi gemeinsam die Bühne teilen.
Das japanische Rockmusiktrio fox capture plan spielt mit dem Stück Grand Opening das Eröffnungslied des Wettbewerbs.

### Spezialprogramme
Am 29. November 2023 wurde mitgeteilt, dass die britische Rockband Queen gemeinsam mit Sänger Adam Lambert unter dem Namen Queen + Adam Lambert beim Wettbewerb außer Konkurrenz spielen werden. Knapp eine Woche darauf wurde ein zweites Special vorgestellt, welches die vergangenen 70 Jahre japanischer Fernsehgeschichte Revue passieren lässt. Im Zuge dieses Specials werden auch Lieder gespielt, die in diesem Zeitraum in Japan große Bekanntheit erlangen konnten. Die Schauspielerin und Schriftstellerin Tetsuko Kuroyanagi tritt in diesem Rahmen als Gast auf. Etwas später wurde bekanntgegeben, dass Akira Terao ebenfalls in diesem Special involviert ist. Als weiteres Spezial wurde tags darauf ein Auftritt von Hamaiku, bestehend aus dem Moderator Ryuichi Hamaie und der in Düsseldorf geborenen Sängerin Erika Ikuta, angekündigt. Außerdem wurden Kenta Watanabe und Mari Morita als Radiomoderatoren bestätigt.
Am 23. Dezember 2023 wurden zwei weitere Programmpunkte angekündigt. Im Ersten singen die Moderatoren Hiroiki Ariyoshi und Fumiya Fujii gemeinsam das Lied Shiroi kumo no yō ni. Der zweite Programmpunkt ist dem Konzern Disney gewidmet, welches in diesem Jahr sein 100-jähriges Bestehen feiert. Die Lieder, welche im Rahmen des Jubiläumsprojektes gespielt werden, wurden zwei Tage später veröffentlicht. Außerdem wurden Auftritte von Mickey und Minnie Mouse bestätigt. Fünf Tage darauf wurde bekannt gegeben, dass Yoshiki ebenfalls einen Auftritt haben werde. Auch wurde ein Auftritt der koreanischen Idol-Gruppe NewJeans bestätigt, die ein Medley aus ihren Liedern OMG, ETA und Ditto aufführen.

## Teilnehmer

### Ankündigung
| Team Rot - Aimyon (5) – Ai no Hana - Atarashii Gakko! (1) – Otona Blue - Ado a (1) – Show - ano (1) – Chu, Tayōsei - Sayuri Ishikawa (46) – Tsugaru Kaikyō Fuyugeshiki - Ran Itō (1) – Candies 50th Anniversary Kōhaku SP Medley - Fuyumi Sakamoto (35) – Yozakura Oshichi - Sakurazaka46 (3) – Start Over! - Shiina Ringo (8) – Sa ~ Sasuga ni Shogyōmujō-hen - Juju (2) – Toki no Nagare ni Mi o Makase - Superfly (7) – Tamashii Revolution - Yoshimi Tendo (28) – Dōtonbori Ninjō - NiziU (4) – Make You Happy - Nogizaka46 (9) – Ohitorisama Tengoku - Perfume (16) – Fake It - Misia (8) – Kōhaku Special 2023 - MiSaMo b (1) – Do Not Touch - Kaori Mizumori (21) – Hyūga Misaki (Kōhaku Domino Challenge SP) - milet (4) – Koi Kogare c - YOASOBI d (3) – Idol - Ryokuoushoku Shakai (2) – Character - Le Sserafim (2) – Unforgiven e | Team Weiß - Elefant Kashimashi (2) – Oretachi no Ashita - Yō Ōizumi (1) – Ano Sora ni Tatsu Tō no Yō ni - Official HiGE DANdism (4) – Chessboard - Tatsuya Kitani (1) – Ao no Sumika - Hiromi Gō (36) – 2 Oku 4 Sen Man no Hitomi (Breaking SP) - Masashi Sada (22) – Cosmos - JO1 (2) – NEWSmile - Junretsu (6) – Datte Meguri Aetanda (NHK+ version) - Masayuki Suzuki (6) – Megumi no Hito - Strawberry Prince (1) – Suki Suki Seijin - Stray Kids (1) – Case 143 f - Seventeen (1) – Fallin’ Flower - 10-Feet (1) – Dai Zero Kan - Be First (2) – Boom Boom Back - Masaharu Fukuyama (16) – Hello~Sōbō' Kōhaku Special Medley - Fumiya Fujii (6) – True Love - Gen Hoshino (9) – Life - Man with a Mission (1) – Kizuna no Kiseki g - Mrs. Green Apple (1) – Dance Hall - Hiroshi Miyama (9) – Donkozaka: 7th Road to the Kendama World Record - Keisuke Yamauchi (9) – Koisuru Machikado - Yuzu (14) – Beautiful |

### Spielreihenfolge
| Reihenfolge | Team Rot                   | Team Rot                                  | Reihenfolge | Team Weiß                       | Team Weiß                                       |
| Reihenfolge | Künstler                   | Lied                                      | Reihenfolge | Künstler                        | Lied                                            |
| --- | -------------------------- | ----------------------------------------- | ----------- | ------------------------------- | ----------------------------------------------- |
| Eröffnung: fox capture plan – Grand Opening |                            |                                           |             |                                 |                                                 |
| Erste Hälfte |                            |                                           |             |                                 |                                                 |
| 1. | Atarashii Gakko!           | Otona Blue                                | 2.          | JO1                             | NEWSmile                                        |
| |                            |                                           | 3.          | Masayuki Suzuki                 | Megumi no Hito                                  |
| 5. | Perfume                    | Fake It                                   | 4.          | Stray Kids                      | Case 143 (Japanische Version)                   |
| 7. | Yoshimi Tendo              | Dōtonbori Ninjō                           | 6.          | Strawberry Prince               | Suki Suki Seijin                                |
| 9. | Ryokuoushoku Shakai        | Character                                 | 8.          | Tatsuya Kitani                  | Ao no Sumika                                    |
| 10. | Sakurazaka46               | Start Over!                               | 11.         | Junretsu                        | Datte Meguri Aetanda (NHK+ version)             |
| 12. | ano                        | Chu, Tayōsei                              | 13.         | Be First                        | Boom Boom Back                                  |
| 14. | Juju                       | Toki no Nagare ni Mi o Makase             |             |                                 |                                                 |
| 15. | NiziU                      | Make You Happy                            |             |                                 |                                                 |
| 16. | Le Sserafim                | Unforgiven                                | 17.         | Keisuke Yamauchi                | Koisuru Machikado                               |
| 18. | Nogizaka46                 | Ohitorisama Tengoku                       | 19.         | Hiromi Gō                       | 2 Oku 4 Sen Man no Hitomi (Breaking SP)         |
| 20. | milet × Man with a Mission | Koi Kogare                                | 21.         | Man with a Mission × milet      | Kizuna no Kiseki                                |
| 23. | Kaori Mizumori             | Hyūga Misaki (Kōhaku Domino Challenge SP) | 22.         | Seventeen                       | Fallin’ Flower                                  |
| Spezial: Venue 101 Beat DE Tōhi |                            |                                           |             |                                 |                                                 |
| |                            |                                           | 24.         | Yō Ōizumi                       | Ano Sora ni Tatsu Tō no Yō ni                   |
| Zweite Hälfte |                            |                                           |             |                                 |                                                 |
| 26. | Fuyumi Sakamoto            | Yozakura Oshichi                          | 25.         | Mrs. Green Apple                | Dance Hall                                      |
| 27. | MiSaMo                     | Do Not Touch                              | 28.         | 10-Feet                         | Dai Zero Kan                                    |
| Spezialperformance: NewJeans: Medley: OMG, ETA, Ditto |                            |                                           |             |                                 |                                                 |
| Spezialprojekt „100 Jahre Disney“ (Medley): Kanna Hashimoto & Minami Hamabe – Someday My Prince Will Come Hiroshi Oizumi, Motoki Omori (Mrs. Green Apple) & Le Sserafim – Under the Sea Kōichi Yamadera, Sakurazaka46 & Stray Kids – Friend Like Me Erika Ikuta – This Wish ano, Sayuri Ishikawa, Jyunretsu, Masayuki Suzuki & Mrs. Green Apple – It’s a Small World Spezialauftritt von Mickey Mouse & Minnie Mouse |                            |                                           |             |                                 |                                                 |
| 30. | Ringo Shiina               | Sa ~ Sasuga ni Shogyōmujō-hen             | 29.         | Official HiGE DANdism           | Chessboard                                      |
| |                            |                                           | 31.         | Yuzu                            | Beautiful                                       |
| Spezialperformance: Queen + Adam Lambert – Don’t Stop Me Now |                            |                                           |             |                                 |                                                 |
| |                            |                                           | 32.         | Hiroshi Miyama                  | Donkozaka: 7th Road to the Kendama World Record |
| 34. | Superfly                   | Tamashii Revolution                       | 33.         | Gen Hoshino                     | Life                                            |
| 35. | Ran Itō                    | Candies 50th Anniversary Kōhaku SP Medley |             |                                 |                                                 |
| Spezialperformance: Yoshiki: Endless Rain Rusty Nail |                            |                                           |             |                                 |                                                 |
| Spezial „Famous Songs delivered by TV“: Akira Terao – Ruby no Yubiwa Hiroko Yakushimaru – Sērāfuku to Kikanjū Pocket Biscuits & Black Biscuits – Yellow Yellow Happy & Timing |                            |                                           |             |                                 |                                                 |
| 36. | Ado                        | Show                                      |             |                                 |                                                 |
| 38. | Aimyon                     | Ai no Hana                                | 37.         | Elefant Kashimashi              | Oretachi no Aishita                             |
| 40. | Sayuri Ishikawa            | Tsugaru Kaikyō Fuyugeshiki                | 39.         | Masashi Sada                    | Cosmos                                          |
| 42. | Yoasobi                    | Idol h                                    | 41.         | Fumiya Fujii                    | True Love                                       |
| 42. | Yoasobi                    | Idol h                                    | 41.         | Hiroiki Ariyoshi × Fumiya Fujii | Shiroi kumo no yō ni                            |
| 44. | Misia                      | Kōhaku Special 2023                       | 43.         | Masaharu Fukuyama               | Hello~Sōbō (Kōhaku Special Medley)              |
| Abschluss: Hotaru no Hikari |                            |                                           |             |                                 |                                                 |

## Abstimmung

### Ablauf
Die Gewinnermannschaft wird anhand eines dreifachen Abstimmungssystems bestimmt. Dabei stimmen sowohl die Gastjuroren als auch das Publikum vor Ort sowie die Fernsehzuschauer ab. Dem Gewinner jeder Abstimmung wird jeweils ein Punkt zugesprochen. Im Jahr 2020 wurde der Gewinner lediglich anhand einer Abstimmung der Fernsehzuschauer entschieden. Grund hierfür war, dass der Wettbewerb aufgrund der COVID-19-Pandemie unter Ausschluss der Öffentlichkeit abgehalten wurde. Im Jahr 2021 wurde wieder auf das normale Votingsystem zurückgegriffen.
Während die Gastjuroren und das Publikum vor Ort jeweils eine Stimme abgeben dürfen, haben Fernsehzuschauer die Möglichkeit, mehrfach abzustimmen. Die Anzahl der möglichen Stimmen richtet sich dabei daran, wie lange ein Haushalt die Sendung am Wettbewerbsabend verfolgt hat. Maximal können so pro Haushalt fünf Stimmen angehäuft werden.
Die Abstimmung erfolgt über die Fernbedienung, wobei die rote Taste für das rote Team steht und die blaue Taste für das weiße Team. Um mit der Fernbedienung abstimmen zu können, muss der Digitalreceiver mit dem Internet verbunden sein. Aufgrund der Regelanpassung, dass die Jury in gleich große Gruppen zu je vier Personen aufgeteilt wird, ist es erstmals in der Geschichte des Wettbewerbs möglich, dass es zu einem Remis kommen kann.

### Juroren
Am 20. Dezember wurde die Gastjury bekanntgegeben, die aus insgesamt acht Juroren besteht.:
- Haruka Kitaguchi – Leichtathletin (Speerwurf)
- Shingo Kunieda – Sportler (Rollstuhltennis)
- Masato Sakai – Schauspieler
- Machi Tawara – Lyrikerin
- Shinobu Terajima – Schauspielerin
- Nobuhiro Terada – künstlerischer Direktor für Balletttanz am Taras-Schewtschenko-Opernhaus[30]
- Hidetomo Masuno – Comedian, bekannt als Bakarhythm
- Yuriko Yoshitaka – Schauspielerin

### Endergebnis
| Art der Abstimmung      | Ergebnis  | Ergebnis  | Punkte |
| Art der Abstimmung      | Team Rot  | Team Weiß | Punkte |
| ----------------------- | --------- | --------- | ------ |
| Jurorenwertung          | 7         | 1         | 1      |
| Publikumswertung        | 1.453     | 883       | 1      |
| Fernsehzuschauerwertung | 3.943.182 | 2.457.277 | 1      |
| Gewinner                | Team Rot  | Team Rot  | 3:0    |

## Trivia
- Bei der Veranstaltung wurden sechs Lieder gespielt, die in Verbindung mit einer Anime-Produktion in Verbindung stehen. Hervorzuheben ist, dass seit 2019 mindestens ein Lied aus dem Medienfranchise Demon Slayer beim Kōhaku Uta Gassen gespielt wurde.[32]
- Ado sang nicht live in der NHK Hall in Tokio, sondern wurde live zugeschaltet. Ihren Beitrag performte sie im Higashi Hongan-ji in Kyōto. Dabei wurden die Lichteffekte so eingesetzt, dass lediglich ihre Silhouette zu erkennen war.[33]